# David Burton
David Burton (Odessa, 22 maggio 1877 – New York, 30 dicembre 1963) è stato un regista statunitense, di origine russa.

## Biografia
Burton ha iniziato la sua carriera come regista teatrale, poi negli anni '30 come regista cinematografico.

## Filmografia

### Regista
- L'enigma dell'alfiere nero (The Bishop Murder Case), co-regia di Nick Grinde (1930)
- Strictly Unconventional (1930)
- L'ultima carovana (Fighting Caravans), co-regia di Otto Brower (1931)
- Confessions of a Co-Ed, co-regia di Dudley Murphy (1931)
- Dancers in the Dark (1932)
- Brief Moment (1933)
- Amiamoci (Let's Fall in Love) (1933)
- Tramonto (Sisters Under the Skin) (1934)
- La donna che amo (Lady by Choice) (1934)
- Princess O'Hara (1935)
- The Melody Lingers On (1935)
- Make Way for a Lady (1936)
- The Man Who Wouldn't Talk (1940)
- Manhattan Heartbeat (1940)
- Jennie (1940)
- Private Nurse (1941)

### Attore
- Chi non cerca... trova (Free and Easy), regia di Edward Sedgwick (1930)